# Lago Jarlepa

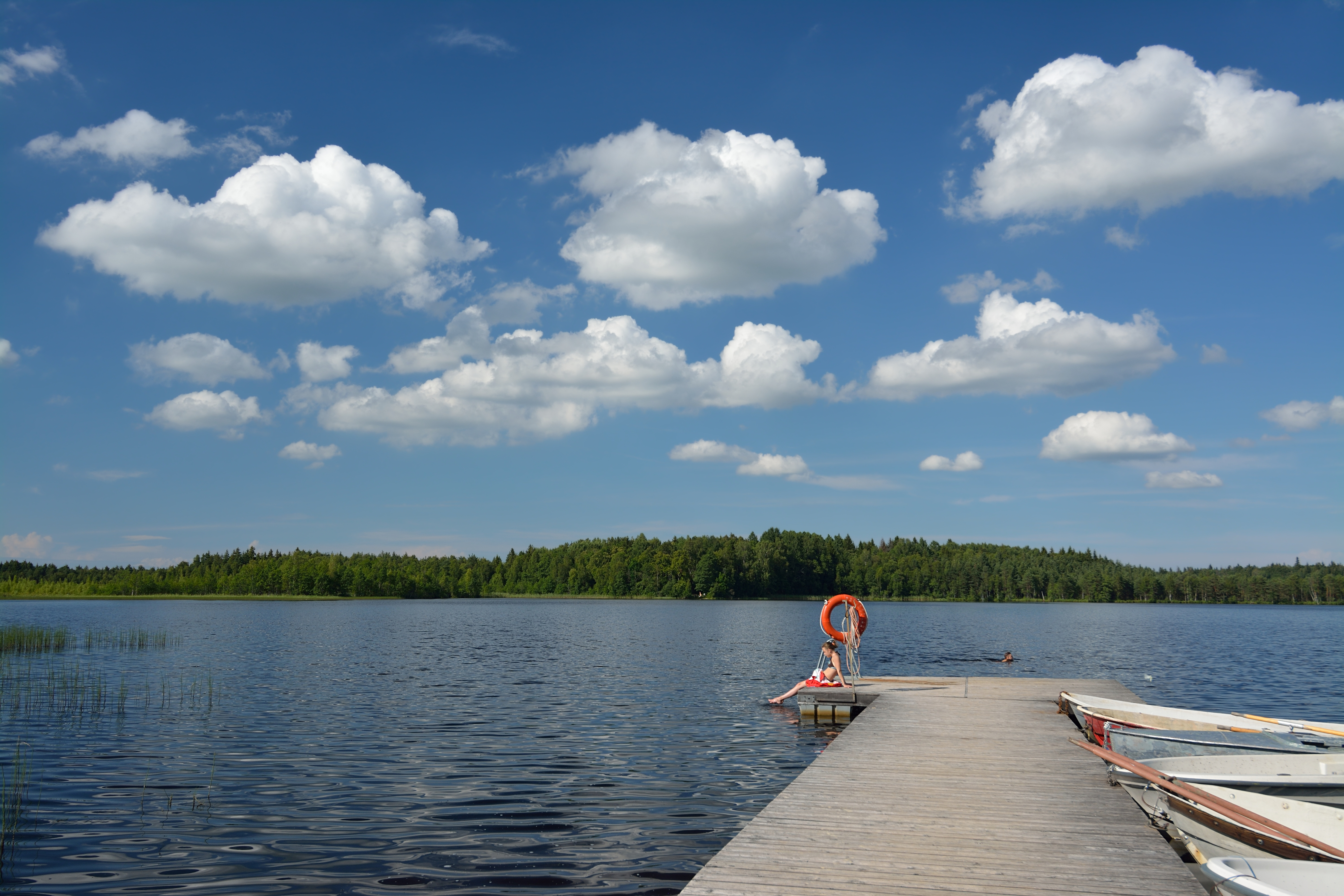
Lago Järlepa

O Lago Järlepa é um lago na freguesia de Rapla, condado de Rapla, na Estónia .
A área do lago é 45,4 hectares e a sua profundidade máxima é 3,3 metros.